# Roland Barthes
Roland Gérard Barthes, francoski filozof, literarni teoretik, kritik, lingvist, semiotik  * 12. november 1915, Cherbourg, Normandija, Francija, † 26. marec 1980, Pariz, Francija.
Uveljavil se je s prispevki o semiotiki in analizi mita v sodobni družbi.

## Življenjepis
Rodil se je 12. novembra 1915 v Cherbourgu v Normandiji. Njegov oče Louis Barthes je bil mornariški podporočnik, ki je med prvo svetovno vojno (1916) umrl v pomorski bitki na Severnem morju. Mati Henriette, ga je tako skupaj s starimi starši sama vzgajala.
Roland je otroštvo preživljal v Bayonnu (1916-1924). Pri enajstih letih se je z družino preselil v Pariz, kjer je od 1924 do 1930 obiskoval gimnazijo Montaigne, nato pa od leta 1930 do 1934 gimnazijo Louis-le-Grand. Mati je leta 1927 rodila nezakonskega sina, Rolandovega polbrata. Družina Barthes jih zaradi tega ni več hotela finančno podpirati in mati je začela oba sinova preživljati kot knjigovezinja.
Kot študent je veliko obetal in od leta 1935 do 1939 obiskoval Sorbono (Univerzo v Parizu), kjer je diplomiral iz klasične književnosti. V tem času je ustanovil Skupino za antično gledališče, s katero je leta 1938 potoval po Grčiji.
Njegovo življenje je hudo zaznamovala tuberkuloza, za katero je zbolel kar trikrat (1934, 1941 in 1943), kar je zahtevalo dolgotrajna zdravljenja in ga oviralo pri njegovi karieri. Oproščen je bil tudi služenja vojaščine.
V letih 1939-1941 je bil profesor na gimnaziji v Biarritzu ter na pariških gimnazijah Voltaire inn Carnot. Leta 1941 pa je diplomiral na podiplomskem študiju s temo grške tragedije.
Med leti 1942 in 1947, ki so bila zaznamovana z zdravstvenimi težavami, je leta 1943 dobil licenco v slovnici in filologiji. Leta 1948 se je vrnil k akademskemu delu in za kratko obdobje deloval kot profesor na Francoskem inštitutu v Bukarešti in lektor na Bukareški univerzi (1948-1949), nato pa še za eno leto na Aleksandrijski univerzi v Egiptu. V tem času je pisal za levičarski pariški časopis Combat, iz česar je zraslo njegovo prvo daljše delo literarno kritiko Le degré zéro de l'écriture (1953).
Med letoma 1950 in 1952 je bil zaposlen na Glavni upravi za kulturne odnose, v službi za izobraževanje. Po letu 1952 se je ustalil na CNRS (Centre National de la Recherche Scientifique), kjer je proučeval leksikologijo in sociologijo. V obdobju sedmih let na CNRS je začel pisati številne tekste, v katerih je analiziral vsakdanje mite sodobne družbe. Izhajali so dvakrat mesečno v reviji Les Lettres Nouvelles. Iz njih je nastala zbirka tekstov z naslovom  Mitologije(Mythologies), ki je izšla leta 1957.
V začetku šestdesetih let je raziskoval področja semiotike in strukturalizma, stal na pomembnih pozicijah na francoskih fakultetah in pisal veliko daljših del. Številna njegova dela so po robu postavila tradicionalne akademske poglede na literarno kritiko. Barthesovo delo Kritika in resnica (Critique et vérité, 1966) je obtožilo takratno kritiko pomanjkanja poglabljanja v podrobnosti jezika in ignoriranja nekaterih teorij, kot je marksizem.
Konec šestdesetih let je potoval v ZDA in predaval na Univerzi Johna Hopkinsa. Leta 1967 je napisal svoj najbolj znani esej Smrt avtorja (La mort de l'auteur). V sedemdesetih je nadaljeval z razvojem svoje literarne kritike.
Leta 1975 je napisal avtobiografijo z naslovom Roland Barthes, naslednjega leta pa je postal profesor na Collège de France (katedra za književno semiotiko). Oktobra 1977 mu je umrla mati Henriette, na katero je bil zelo navezan, saj sta skupaj živela okoli 60 let. Dogodek ga je popolnoma pretresel, pod temi vplivi pa je napisal svoje zadnje veliko delo Camera Lucida (La chambre claire : note sur la photographie), v katerem razpravlja o fotografiji kot nosilcu komunikacije (1980).
Umrl je 26. marca 1980, en mesec po prometni nesreči, v kateri ga je zbil kombi za perilo.

## Delo

### Zgodnja misel
Barthesove najzgodnejše teorije so bile odziv na eksistencialno filozofijo, ki se je okoli leta 1940 širila po Franciji. Jean-Paul Sartre v svojem delu Kaj je literatura? (1940) izraža razočaranje nad do sedaj uveljavljenimi oblikami pisanja, ki so bolj ustvarjalne in avantgardne, saj se mu zdijo bralcu preveč tuje. Barthesov odgovor je bil, da bi poskušali odkriti tisto, kar se lahko šteje za edinstveno in izvirno pri pisanju. V delu Le degré zéro de l'écriture (1953), Barthes trdi, da bi morali združiti oboje, tako jezik kot tudi slog oz. stil pisanja. Barthes pisanje razlaga kot edinstveno in kreativno umetnost vsakega posameznika. To pomeni, da je ustvarjalnost stalen proces nenehnih sprememb in reakcije. Dopolnil je tudi misli francoskega zgodovinarja iz 19. stol. Julesa Micheleta, celo povzdignil je avantgardno pisanje, rekoč da bi moralo biti povzdignjeno zaradi ohranjanja take razdalje med javnostjo in pisanjem. Prav tako je Barthes verjel, da bi morala biti umetnost bolj kritična, ne pa kot je razlagal Michelet.

### Semiotika in miti
Barthesovi mesečni prispevki in članki so bili zbrani v Mitologijah (1957). Pogosto so zajemali posebna kulturna gradiva, ki so pomagala k izpostavitvi uveljavljanja vrednot buržoazne družbe. Semiotika, veda znakov in simbolov, se mu je zdela uporabna, predvsem ko je raziskoval, kako mite uporablja in izkorišča buržoazna družba. Ta miselnost je Barthesa pripeljala do podobne teorije kot je bila Marxova.

### Strukturalizem
Barthesovo ukvarjanje s strukturalizmom je doživelo razcvet v času razprav s Raymondom Picardom, njegova preiskava strukture je bila osredotočena na pomen jezika v pisni obliki, za katero meni da so jo kritiki spregledali. Barthesovo delo Introduction à l'analyse structurale des récits se nanaša na preučitev sovisnosti med strukturo stavka in večje pripovedi. Medtem ko se mu je strukturalizem zdel priročen in je vedel, da bi bil diskurz literature lahko oblikovan, ni verjel da bi to lahko postal znanstveni napredek oz. podvig. V poznih 60-ih letih so se v literarni vedi prav tako dogajali radikalni premiki.

## Dela, prevedena v slovenščino

### Knjige
- Lekcija teme : zbornik filmske teorije - strokovna monografija, 1987;
- Retorika Starih ; Elementi semiologije - znanstvena monografija (Éléments de sémiologie,1964),1990;
- Fragmenti ljubezenskega diskurza - knjiga (Fragments d'un discours amoureux, 1977), 2002;
- Učna ura : nastopno predavanje na Collège de France, 7. januarja 1977. Roland Barthes : od zgodovine k sistemu, od sistema k besedilu - knjiga (La leçon, 1977), 2003;
- Camera lucida : zapiski o fotografiji - knjiga (La chambre claire : note sur la photographie, 1980), 2004, 2012;
- Užitek v tekstu ; Variacije o pisavi - znanstvena monografija (Le plaisir du texte, 1973), 2013;
- Mitologije - znanstvena monografija (Mythologies,1957), 2015.